# Passage Pommeraye

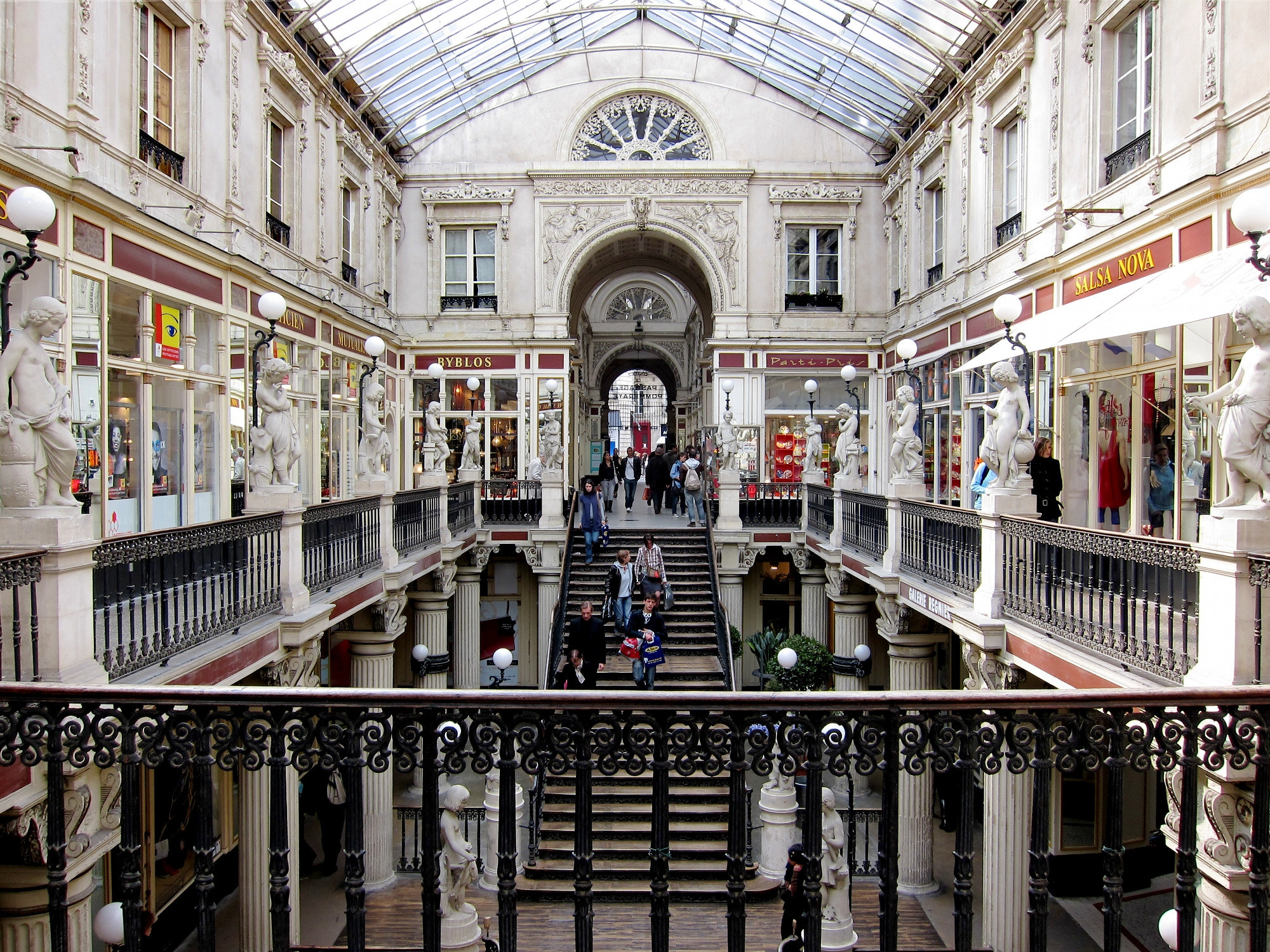
Passage Pommeraye in Nantes

Die Passage Pommeraye ist eine Einkaufspassage des 19. Jahrhunderts in Nantes. Louis Pommeraye ließ sie nach Pariser Vorbildern 1840 bis 1843 bauen. Die Eröffnung fand am 4. Juli 1843 statt.
Die Passage Pommeraye überwindet den beachtlichen Niveauunterschied zwischen der Rue Santeuil und der Rue de la Fosse (nahezu 10 m) im Wege eines monumentalen, mit figuralem Schmuck ausgestatteten Stiegenhauses. Architekten waren Jean-Baptiste Buron und Hippolyte Durand Gasselin. Die Passage ist seit 1976 klassifiziert als Monument historique und diente mehrfach für Filmaufnahmen. Jacques Demy drehte hier für Lola, Ein Zimmer in der Stadt und Die Regenschirme von Cherbourg, Jean-Loup Huber für Die schöne Lili.

## Fotos

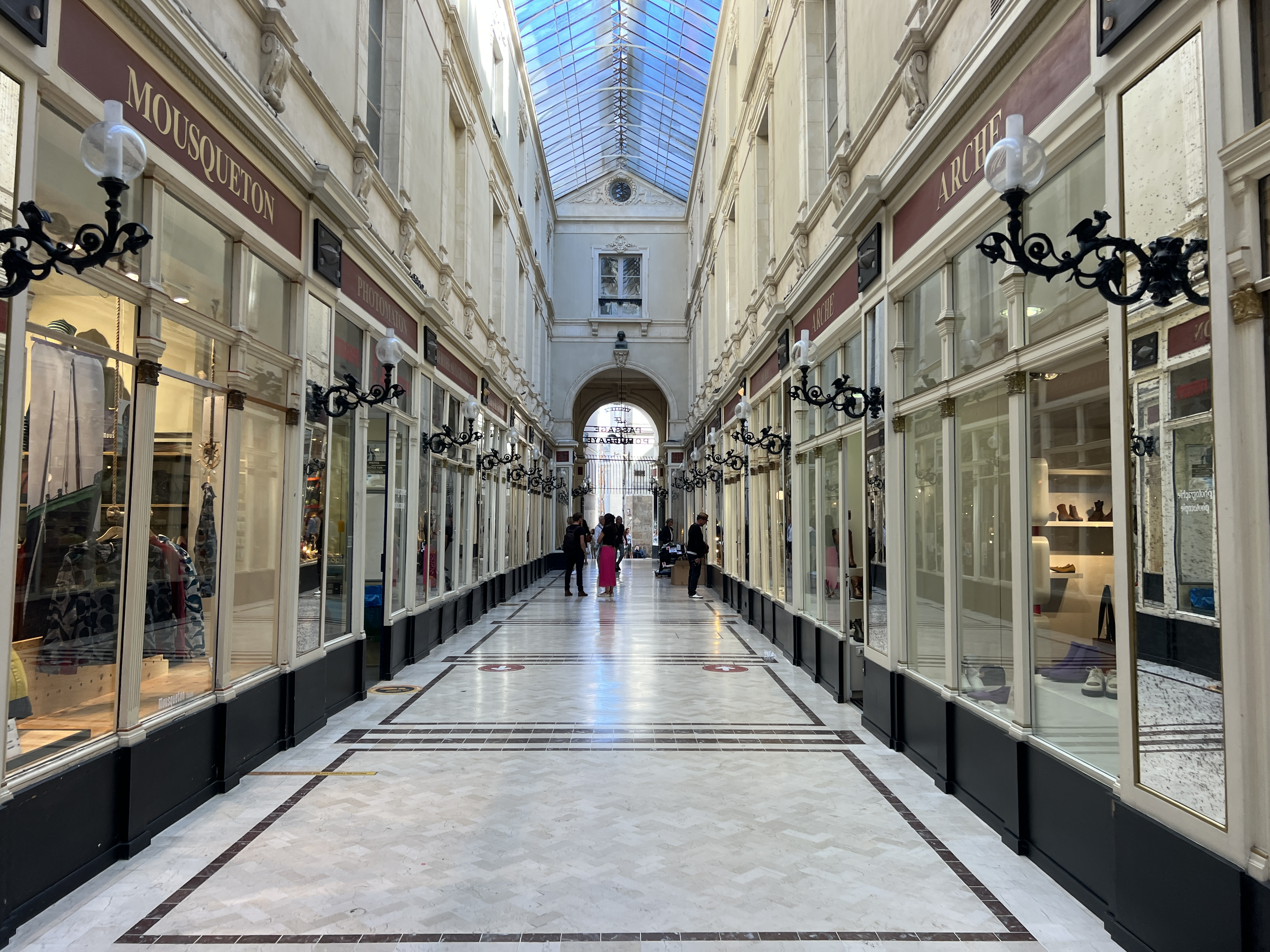
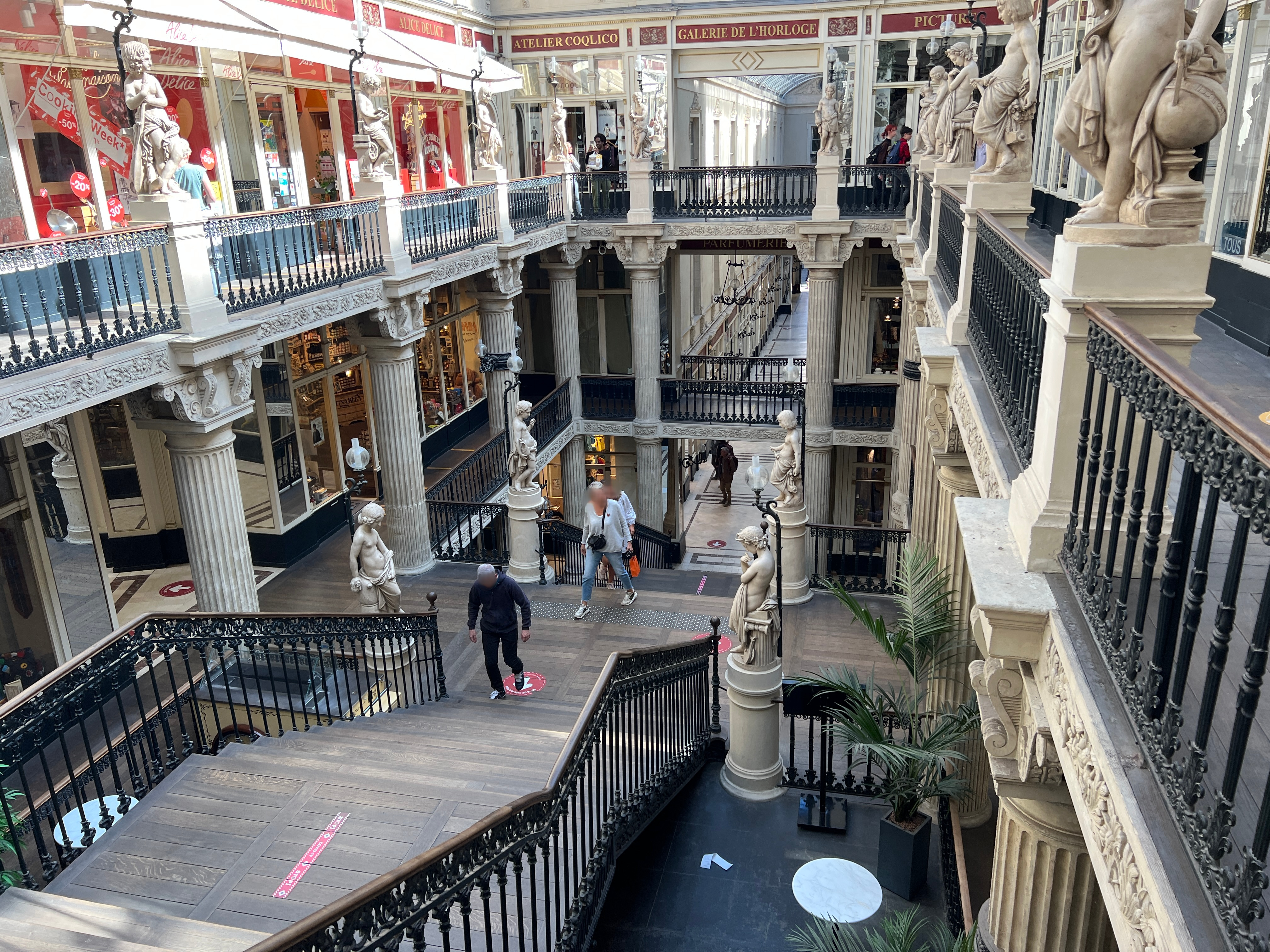
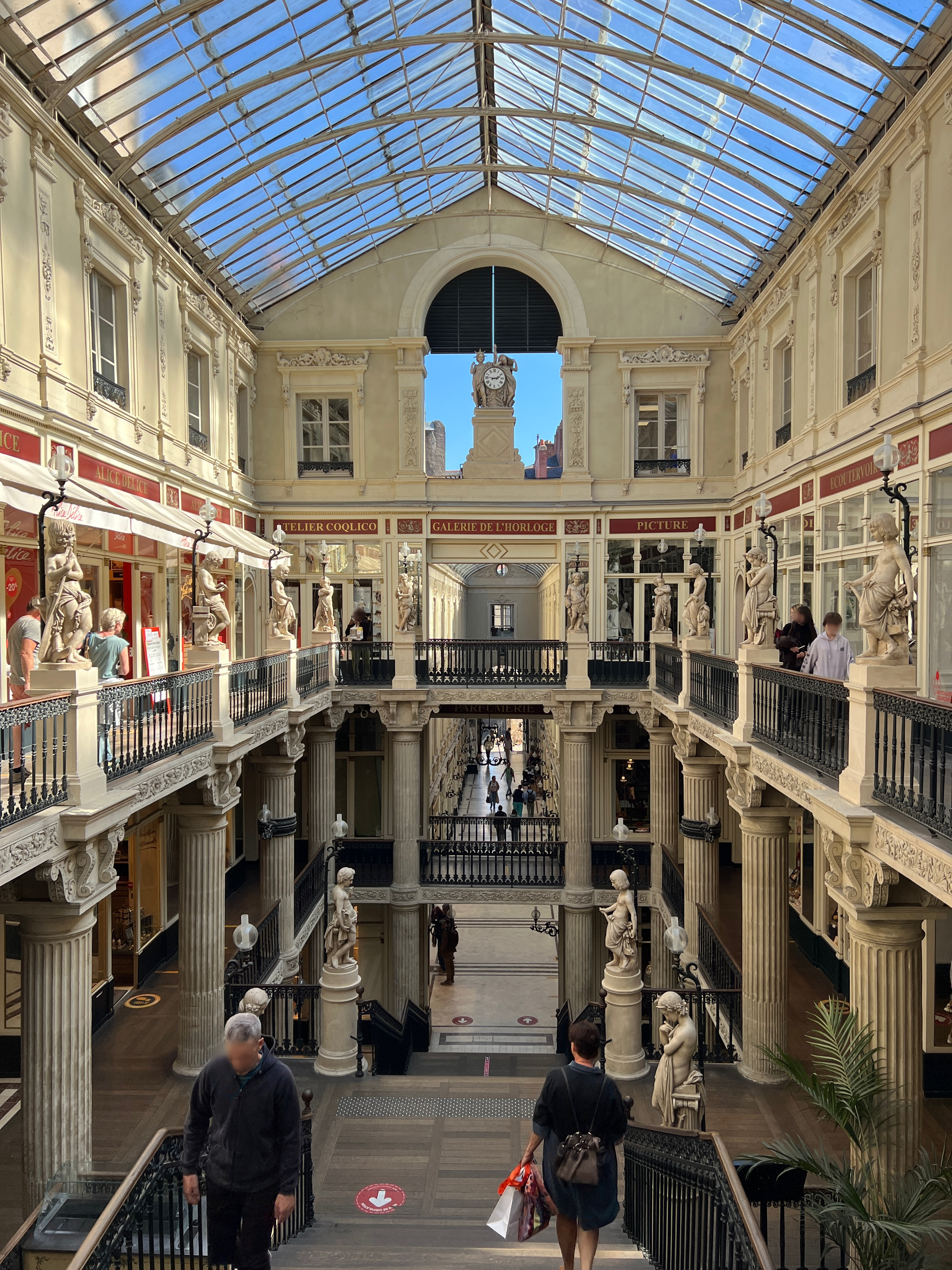